# La Femme de l'aviateur
La Femme de l'aviateur és una pel·lícula francesa dirigida per Éric Rohmer, i estrenada el 1981. És la primera del cicle de "Comèdies i proverbis" (Comédies et proverbes).

## Argument
François estudia Dret de dia i treballa de nit a l'oficina de correus de l'estació de l'Est. Un dissabte, de bon matí quan ha acabat el seu torn va a casa de l'Anne (la seva nòvia). Per no despertar-la té pensat deixar-li una nota, però el seu bolígraf no funciona i va a comprar-ne un. Mentrestant, arriba en Christian (un pilot d'aviació, antic amant de l'Anne) que ve a comunicar a la jove la seva decisió de trencar definitivament amb ella, donat que la seva dona està esperant un fill i s'ha instal·lat a Paris. Quan torna en François veu sortir l'Anne i en Christian i el fa sospitar, mirant durant tot el matí que l'Anne li doni explicacions. Ella refusa respondre, apel·lant la seva independència.
A la tarda en François veu l'aviador acompanyant d'una dona rosa i decideix seguir-los. Una noia jove, Lucie, s'adona de la persecució i se l'hi afegeix. Intenten sense èxit fotografiar-los en un parc i posteriorment la parella entra en un immoble on hi ha un despatx d'advocats. Lucie pensa que la rosa és la dona de l'aviador i que estan tramitant el divorci. La jove marxa abans, i en François li promet explicar-li el desenllaç. El vespre en François li demana a l'Anne per casar-se, abandonarà els seus estudis i buscarà una feina de dia, per estar més temps junts, però l'Anne el refusa perquè vol viure sola, i ja li van bé les trobades ocasionals. Tot explicant-li la visita d'en Christian li ensenya una foto on surt la dona rosa que resulta ser la germana i no pas la dona de l'aviador. Tal com havia quedat en François es disposa a explicar el final de la història a la Lucie. Ho fa per carta i quan va a la bústia veu la Lucie petonejant-se apasionadament amb un company de correus. Abatut, en François entra a l'estació de l'Est, amb la cançó de fons "Paris m'a séduit...Point perdu dans la masse immense, je ne compte pas plus qu'un pavé de la rue..." (interpretada per Arielle Dombasle)

## Repartiment
- Philippe Marlaud: François
- Marie Rivière: Anne
- Anne-Laure Meury: Lucie
- Mathieu Carrière: Christian
- Philippe Caroit: l'amic d'en François
- Coralie Clément: la companya de l'Anne
- Lise Hérédia: l'amiga de l'Anne

## Al voltant de la pel·lícula
- La Femme de l'aviateur  és la primera entrega del cicle de Comèdies i Proverbis  d'Éric Rohmer i que va continuar amb Le Beau Mariage (1982), Pauline à la plage (1983), Les nuits de la pleine lune (1984), Le Rayon vert (1986) i L'Ami de mon amie (1987)